# Міра множини

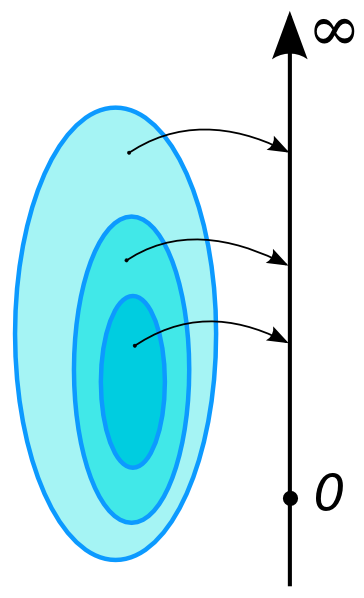
Неформально, міра — це функція, що відображає множини на невід'ємні дійсні числа, при цьому, надмножини відображаються на більші числа, ніж підмножини.

Міра множини — спільна назва різних типів узагальнень понять евклідової довжини, площі плоских фігур та {\displaystyle n}-вимірного об'єму для загальніших просторів.
Якщо зворотне не вказане явно, то зазвичай йдеться про зліченно-адитивну міру.
Поняття міри виникло в теорії функції дійсної змінної, а звідти перейшло до теорії ймовірностей, теорії динамічних систем, функціонального аналізу та багато інших областей математики.

## Визначення
Теорія міри та інтеграла Лебега була розроблена на початку XX ст. у зв'язку з потребами аналізу та теорії функцій. Абстрактний варіант теорії є математичною основою ряду теоретичних і прикладних розділів сучасної математики.

### Скінчено-адитивна міра
Нехай задано простір {\displaystyle X} з виділеним класом підмножин {\displaystyle {\mathcal {F}}}, замкненим щодо скінчених перетинів та об'єднань.
Функція {\displaystyle \mu :{\mathcal {F}}\to [0,\infty ]} називається скінчено-адитивною мірою, якщо вона задовольняє наступним умовам:
1. {\displaystyle \mu (\varnothing )=0};
2. Якщо {\displaystyle \{E_{n}\}_{n=1}^{N}\subset {\mathcal {F}}} — скінчене сімейство попарно неперетинних множин із {\displaystyle {\mathcal {F}}}, тобто {\displaystyle E_{i}\cap E_{j}=\varnothing ,\;i\not =j}, то

{\displaystyle \mu \left(\bigcup \limits _{n=1}^{N}E_{n}\right)=\sum \limits _{n=1}^{N}\mu (E_{n})}.

### Альтернативне визначення
Функція множини {\displaystyle \mu (A)} називається мірою, якщо:
- область визначення {\displaystyle \sigma _{\mu }} функції {\displaystyle \mu (A)} є напівкільце множин.
- значення {\displaystyle \mu (A)\geq 0}
- {\displaystyle \mu (A)} — адитивна, тобто, для довільного скінченого розкладу {\displaystyle A=A_{1}\cup A_{2}\cup \dots \cup A_{n}}, {\displaystyle A_{i}\cap A_{j}=\varnothing }
буде виконуватись рівність
{\displaystyle \mu (A)=\sum _{k=1}^{n}\mu (A_{k})}

Система множин {\displaystyle \sigma } називається напівкільцем, якщо вона містить порожню множину, замкнена у відношенні до утворення перетинів, і якщо з приналежності до {\displaystyle \sigma } множини {\displaystyle A} та {\displaystyle A_{1}\subset A} випливає можливість представлення множини {\displaystyle A} у вигляді об'єднання {\displaystyle A=\bigcup _{k=1}^{n}A_{k}}, де {\displaystyle A_{k}} — попарно неперетинаючі множини з {\displaystyle \sigma }, перша з яких є задана множина {\displaystyle A_{1}}.

### Злічено-адитивна міра
Нехай задано простір {\displaystyle X} з виділеною σ-алгеброю {\displaystyle {\mathcal {F}}}.
Функція {\displaystyle \mu :{\mathcal {F}}\to [0,\infty ]} називається злічено-адитивною (або σ-адитивною) мірою, якщо вона задовольняє наступним вимогам:
1. {\displaystyle \mu (\varnothing )=0};
2. (σ-адитивність) Якщо {\displaystyle \{E_{n}\}_{n=1}^{\infty }\subset {\mathcal {F}}} — злічене сімейство множин, що попарно не перетинаються з {\displaystyle {\mathcal {F}}}, тобто {\displaystyle E_{i}\cap E_{j}=\varnothing ,\;i\not =j}, то

{\displaystyle \mu \left(\bigcup \limits _{n=1}^{\infty }E_{n}\right)=\sum \limits _{n=1}^{\infty }\mu (E_{n})}.

### Продовження міри
Міра {\displaystyle \mu } називається продовженням міри {\displaystyle m}, якщо {\displaystyle {\mathcal {F}}_{m}\subset {\mathcal {F}}_{\mu }} і для кожної {\displaystyle A\in {\mathcal {F}}_{m}} виконується рівність:
{\displaystyle \mu (A)=m(A)}
При цьому, для кожної міри {\displaystyle m(A)}, заданої на деякому напівкільці {\displaystyle {\mathcal {F}}_{m}} існує єдине продовження {\displaystyle m'(A)}, що має як область визначення кільце {\displaystyle {\mathcal {R}}({\mathcal {F}}_{m})} (тобто, мінімальне кільце над {\displaystyle {\mathcal {F}}_{m}}).

## Приклади
- Міра Жордана — приклад скінчено-адитивної міри;
- Міра Лебега — приклад нескінченої міри;
- Імовірність — приклад скінченої міри.